# Sapouy
Sapouy – miasto w południowej części Burkiny Faso. Jest stolicą prowincji Ziro. Liczba mieszkańców w 2013 r. wynosiła 23 383.